# Llista d'objectes NGC (4000-4999)
Aquesta és una llista d'objectes 1000-1999 del New General Catalogue (NGC). El catàleg astronòmic comprèn principalment cúmuls estel·lars, nebuloses i galàxies. Altres objectes del catàleg es poden trobar en les subpàgines de la llista d'objectes NGC. La informació sobre les constel·lacions d'aquestes taules és presa de The Complete New General Catalogue and Index Catalogue of Nebulosae and Estrella Clusters by J. L. E. Dreyer, al que s'ha accedit fent servir el VizieR Service. Els tipus de galàxies s'han identificat fent servir la NASA/IPAC Extragalactic Database. La resta de dades d'aquestes taules són de SIMBAD Astronomical Database llevat que s'indiqui el contrari.

## 4000-4099
| Número del NGC | Altres noms      | Tipus d'objecte        | Constel·lació          | Ascensió recta (J2000) | Declinació (J2000) | Magnitud aparent |
| -------------- | ---------------- | ---------------------- | ---------------------- | ---------------------- | ------------------ | ---------------- |
| 4013           |                  | Galàxia espiral        | Ursa Major             | 11h 58m 31.4s          | +43° 56′ 51″       | 12.4             |
| 4014           |                  | Galàxia espiral        | Coma Berenices         | 11h 58m 35.9s          | +16° 10′ 36″       | 13.5             |
| 4015           | Arp 138          | Galàxies en interacció | Coma Berenices         | 11h 58m 42.5s          | +25° 02′ 13″       | 14.2             |
| 4016           |                  | Galàxia espiral        | constel·lació del Lleó | 11h 58m 29.2s          | +27° 31′ 43″       | 14.6             |
| 4017           |                  | Galàxia espiral        | Coma Berenices         | 11h 58m 45.8s          | +27° 27′ 08″       | 13.5             |
| 4018           |                  | Galàxia espiral        | Coma Berenices         | 11h 58m 31.4s          | +43° 56′ 48″       | 12.4             |
| 4027           |                  | Galàxia espiral        | Constel·lació del Corb | 11h 59m 27.8s          | −19° 16′ 32″       | 11.7             |
| 4038           | Galàxies antenes | Galàxia en interacció  | Constel·lació del Corb | 12h 01m 52.5s          | −18° 52′ 03″       | 11.0             |
| 4039           | Galàxies antenes | Galàxia en interacció  | Constel·lació del Corb | 12h 01m 52.5s          | −18° 52′ 03″       | 11.0             |
| 4088           |                  | Galàxia espiral        | Ursa Major             | 12h 05m 33.7s          | +50° 32′ 23″       | 11.2             |

## 4100-4199
| Número del NGC | Altres noms | Tipus d'objecte    | Constel·lació           | Ascensió recta (J2000) | Declinació (J2000) | Magnitud aparent |
| -------------- | ----------- | ------------------ | ----------------------- | ---------------------- | ------------------ | ---------------- |
| 4121           |             | Galàxia el·líptica | Constel·lació del Dragó | 12h 07m 56.6s          | +65° 06′ 50″       | 14.1             |
| 4125           |             | Galàxia el·líptica | Constel·lació del Dragó | 12h 08m 06.3s          | +65° 10′ 27″       | 10.9             |
| 4151           |             | Galàxia espiral    | Canes Venatici          | 12h 10m 32.7s          | +39° 24′ 20″       | 11.2             |
| 4192           | Messier 98  | Galàxia espiral    | Coma Berenices          | 12h 13m 48.4s          | +14° 52′ 58″       | 11.0             |

## 4200-4299
| Número del NGC | Altres noms | Tipus d'objecte    | Constel·lació           | Ascensió recta (J2000) | Declinació (J2000) | Magnitud aparent |
| -------------- | ----------- | ------------------ | ----------------------- | ---------------------- | ------------------ | ---------------- |
| 4214           |             | Galàxia irregular  | Canes Venatici          | 12h 15m 39.2s          | +36° 19′ 41″       | 10.3             |
| 4216           |             | Galàxia espiral    | Virgo                   | 12h 15m 54.4s          | +13° 09′ 00″       | 11.2             |
| 4236           |             | Galàxia irregular  | Constel·lació del Dragó | 12h 16m 41.8s          | +69° 28′ 10″       | 10.7             |
| 4244           |             | Galàxia espiral    | Canes Venatici          | 12h 17m 30.1s          | +37° 48′ 30″       | 10.2             |
| 4254           | Messier 99  | Galàxia espiral    | Coma Berenices          | 12h 18m 49.6s          | +14° 25′ 00″       | 10.2             |
| 4258           | Messier 106 | Galàxia espiral    | Canes Venatici          | 12h 18m 57.5s          | +47° 18′ 14″       | 9.6              |
| 4261           |             | Galàxia el·líptica | Virgo                   | 12h 19m 23.2s          | +05° 49′ 30″       | 10.4             |

## 4300-4399
| Número del NGC | Altres noms       | Tipus d'objecte    | Constel·lació           | Ascensió recta (J2000) | Declinació (J2000) | Magnitud aparent |
| -------------- | ----------------- | ------------------ | ----------------------- | ---------------------- | ------------------ | ---------------- |
| 4303           | Messier 61        | Galàxia espiral    | Virgo                   | 12h 21m 55.0s          | +04° 28′ 29″       | 10.9             |
| 4308           |                   | Galàxia el·líptica | Coma Berenices          | 12h 21m 56.9s          | +30° 04′ 27″       | 14.3             |
| 4309           |                   | Galàxia lenticular | Virgo                   | 12h 22m 12.4s          | +07° 08′ 38″       | 14.3             |
| 4314           |                   | Galàxia espiral    | Coma Berenices          | 12h 22m 32.0s          | +29° 53′ 44″       | 11.5             |
| 4319           |                   | Galàxia espiral    | Constel·lació del Dragó | 12h 21m 44.1s          | +75° 19′ 21″       | 13.0             |
| 4321           | Messier 100       | Galàxia espiral    | Coma Berenices          | 12h 22m 55.0s          | +15° 49′ 20″       | 10.6             |
| 4325           | Cúmul de galàxies |                    |                         | 12h 23m 06.68s         | +10° 37′ 16.3″     |                  |
| 4374           | Messier 84        | Galàxia el·líptica | Virgo                   | 12h 25m 03.7s          | +12° 53′ 13″       | 10.8             |
| 4382           | Messier 85        | Galàxia lenticular | Coma Berenices          | 12h 25m 24.2s          | +18° 11′ 27″       | 10.2             |
| 4395           |                   | Galàxia irregular  | Canes Venatici          | 12h 25m 48.9s          | +33° 32′ 48″       | 11.7             |

## 4400-4499
| Número del NGC | Altres noms        | Tipus d'objecte                        | Constel·lació             | Ascensió recta (J2000) | Declinació (J2000) | Magnitud aparent |
| -------------- | ------------------ | -------------------------------------- | ------------------------- | ---------------------- | ------------------ | ---------------- |
| 4406           | Messier 86         | Galàxia lenticular /Galàxia el·líptica | Virgo                     | 12h 26m 12.2s          | +12° 56′ 45″       | 10.9             |
| 4414           |                    | Galàxia espiral                        | Coma Berenices            | 12h 26m 27.1s          | +31° 13′ 21″       | 10.9             |
| 4435           | Galàxies dels Ulls | Galàxia lenticular                     | Virgo                     | 12h 27m 40.6s          | +13° 04′ 44″       | 11.9             |
| 4438           | Galàxies dels Ulls | Galàxia espiral                        | Virgo                     | 12h 27m 45.9s          | +13° 00′ 32″       | 12.0             |
| 4448           |                    | Galàxia espiral                        | Coma Berenices            | 12h 28m 15.2s          | +28° 37′ 16″       | 11.9             |
| 4449           |                    | Galàxia irregular                      | Canes Venatici            | 12h 28m 11.0s          | +44° 05′ 33.4″     | 10.0             |
| 4450           |                    | Galàxia espiral                        | Coma Berenices            | 12h 28m 29.6s          | +17° 05′ 05″       | 11.2             |
| 4463           |                    | Cúmul obert                            | Constel·lació de la Mosca | 12h 30m                | −64° 47′           | 7.6              |
| 4486           | Messier 87         | Galàxia el·líptica                     | Virgo                     | 12h 30m 49.4s          | +12° 23′ 28″       | 12.9             |

## 4500-4599
| Número del NGC | Altres noms                   | Tipus d'objecte       | Constel·lació  | Ascensió recta (J2000) | Declinació (J2000) | Magnitud aparent |
| -------------- | ----------------------------- | --------------------- | -------------- | ---------------------- | ------------------ | ---------------- |
| 4501           | Messier 88                    | Galàxia espiral       | Coma Berenices | 12h 31m 59.3s          | +14° 25′ 13″       | 10.6             |
| 4526           |                               | Galàxia lenticular    | Virgo          | 12h 34m 03.2s          | +07° 41′ 58″       | 10.6             |
| 4536           |                               | Galàxia espiral       | Virgo          | 12h 34m 27.2s          | +02° 11′ 15″       | 12.3             |
| 4548           | Messier 91                    | Galàxia espiral       | Coma Berenices | 12h 35m 26.6s          | +14° 29′ 45″       | 11.5             |
| 4552           | Messier 89                    | Galàxia el·líptica    | Virgo          | 12h 35m 40.0s          | +12° 33′ 23″       | 11.1             |
| 4555           |                               | Galàxia el·líptica    | Coma Berenices | 12h 35m 41.3s          | +26° 31′ 23″       | 13.5             |
| 4559           |                               | Galàxia espiral       | Coma Berenices | 12h 35m 57.8s          | +27° 57′ 35″       | 10.7             |
| 4565           |                               | Galàxia espiral       | Coma Berenices | 12h 36m 21.1s          | +25° 59′ 14″       | 10.3             |
| 4567           | Bessons Siamesos              | Galàxia en interacció | Virgo          | 12h 36m 32.8s          | +11° 15′ 27″       | 12.1             |
| 4568           | Bessons Siamesos              | Galàxia en interacció | Virgo          | 12h 36m 34.3s          | +11° 14′ 18″       | 12.1             |
| 4569           | Messier 90                    | Galàxia espiral       | Virgo          | 12h 36m 50.1s          | +13° 09′ 46″       | 11.8             |
| 4579           | Messier 58                    | Galàxia espiral       | Virgo          | 12h 37m 43.5s          | +11° 49′ 04″       | 11.5             |
| 4590           | Messier 68                    | Cúmul globular        | Hydra          | 12h 39m 28.0s          | −26° 44′ 35″       | 10.3             |
| 4594           | Messier 104; Galàxia Sombrero | Galàxia espiral       | Virgo          | 12h 39m 59.4s          | −11° 37′ 23″       | 10.3             |

## 4600-4699
| Número del NGC | Altres noms            | Tipus d'objecte        | Constel·lació  | Ascensió recta (J2000) | Declinació (J2000) | Magnitud aparent |
| -------------- | ---------------------- | ---------------------- | -------------- | ---------------------- | ------------------ | ---------------- |
| 4603           |                        | Galàxia espiral        | Centaurus      | 12h 40m 55.3s          | −40° 58′ 32″       | 12.1             |
| 4605           |                        | Galàxia espiral        | Ursa Major     | 12h 40m 00.4s          | +61° 36′ 32″       | 10.8             |
| 4618           |                        | Galàxia irregular      | Canes Venatici | 12h 41m 32.5s          | +41° 09′ 00″       | 11.5             |
| 4621           | Messier 59             | Galàxia el·líptica     | Virgo          | 12h 42m 02.4s          | +11° 38′ 45″       | 11.0             |
| 4622           |                        | Galàxia espiral        | Centaurus      | 12h 42m 37.6s          | −40° 44′ 35″       | 13.5             |
| 4623           |                        | Galàxia lenticular     | Virgo          | 12h 42m 10.8s          | +07° 40′ 34″       | 13.6             |
| 4624           |                        | Galàxia espiral        | Virgo          | 12h 42m 50.0s          | +02° 41′ 17″       | 11.8             |
| 4625           |                        | Galàxia irregular      | Canes Venatici | 12h 41m 52.8s          | +41° 16′ 26″       | 13.0             |
| 4626           |                        | Galàxia espiral        | Virgo          | 12h 42m 25.3s          | −07° 02′ 38″       | 14               |
| 4627           |                        | Galàxia el·líptica     | Canes Venatici | 12h 41m 59.7s          | +32° 34′ 24″       | 13.3             |
| 4631           |                        | Galàxia espiral        | Canes Venatici | 12h 42m 07.8s          | +32° 32′ 27″       | 9.8              |
| 4639           |                        | Galàxia espiral        | Virgo          | 12h 42m 52.5s          | +13° 15′ 24″       | 12.4             |
| 4647           |                        | Galàxia espiral        | Virgo          | 12h 43m 32.6s          | +11° 34′ 55″       | 12.5             |
| 4649           | Messier 60             | Galàxia el·líptica     | Virgo          | 12h 43m 40.2s          | +11° 33′ 09″       | 10.3             |
| 4650           |                        | Galàxia espiral        | Centaurus      | 12h 44m 19.7s          | −40° 43′ 50″       | 12.8             |
| 4656           |                        | Galàxia en interacció  | Canes Venatici | 12h 43m 58.2s          | +32° 10′ 09″       | 10.6             |
| 4657           |                        | Galàxia en interacció  | Canes Venatici | 12h 44m 11.3s          | +32° 12′ 19″       |                  |
| 4676           | Galàxies dels Ratolins | Galàxies en interacció | Coma Berenices | 12h 46m 10.2s          | +30° 43′ 54″       | 14.1             |

## 4700-4799
| Número del NGC | Altres noms                  | Tipus d'objecte    | Constel·lació  | Ascensió recta (J2000) | Declinació (J2000) | Magnitud aparent |
| -------------- | ---------------------------- | ------------------ | -------------- | ---------------------- | ------------------ | ---------------- |
| 4710           |                              | Galàxia lenticular | Coma Berenices | 12h 49m 38.9s          | +15° 09′ 54″       | 11.6             |
| 4712           |                              | Galàxia espiral    | Coma Berenices | 12h 49m 34.2s          | +25° 28′ 12″       | 13.3             |
| 4725           |                              | Galàxia espiral    | Coma Berenices | 12h 50m 26.7s          | +25° 30′ 02″       | 10.2             |
| 4736           | Messier 94                   | Galàxia espiral    | Canes Venatici | 12h 50m 52.6s          | +41° 07′ 09″       | 8.7              |
| 4755           | Joier; Cúmul de Kappa Crucis | Cúmul obert        | Crux           | 12h 53m 42s            | −60° 22′           |                  |

## 4800-4899
| Número del NGC | Altres noms                        | Tipus d'objecte    | Constel·lació             | Ascensió recta (J2000) | Declinació (J2000) | Magnitud aparent |
| -------------- | ---------------------------------- | ------------------ | ------------------------- | ---------------------- | ------------------ | ---------------- |
| 4826           | Messier 64; Galàxia de l'Ull Negre | Galàxia espiral    | Coma Berenices            | 12h 56m 43.9s          | +21° 41′ 00″       | 8.9              |
| 4833           |                                    | Cúmul globular     | Constel·lació de la Mosca | 12h 59m 35.0s          | −70° 52′ 29″       | 8.7              |
| 4881           |                                    | Galàxia el·líptica | Coma Berenices            | 12h 59m 57.8s          | +28° 14′ 48″       | 14.7             |

## 4900-4999
| Número del NGC | Altres noms | Tipus d'objecte    | Constel·lació | Ascensió recta (J2000) | Declinació (J2000) | Magnitud aparent |
| -------------- | ----------- | ------------------ | ------------- | ---------------------- | ------------------ | ---------------- |
| 4945           |             | Galàxia espiral    | Centaurus     | 13h 05m 26.1s          | −49° 28′ 15″       | 9.6              |
| 4976           |             | Galàxia el·líptica | Centaurus     | 13h 08m 37.4s          | −49° 30′ 20″       | 11.2             |
| 4984           |             | Galàxia lenticular | Virgo         | 13h 08m 57.3s          | −15° 30′ 59″       | 12               |
| 4993           |             | Galàxia el·liptica | Hidra         | 13h 09m 47.2s          | -23° 23′ 4″        | 12.4             |